# Côte-Vertu (stanice metra v Montréalu)
Côte-Vertu je jedna z 31 stanic oranžové linky montrealského metra (Côte-Vertu – Montmorency), jejíž celková délka je 30 km. Côte-Vertu je konečnou stanicí na západní straně linky a zároveň v pořadí třicátou první stanicí ve směru od Montmorency. Stanice leží v hloubce 17,7 m. Její vzdálenost od následující Du Collège činí 777,24 metrů.

## Historie
Stanice Namur byla otevřena 3. listopadu 1986. Do tohoto data sloužila jako konečná západní větve oranžové linky stanice Du Collège.

## Vzhled stanice
Stanici projektovaly architektonické ateliéry Jodoin, Lamarre, Pratte, & Co a Cayouette & Saia. Umělecky se na jejím vzhledu podíleli Yves Trudeau a Éric Lamontagne

## Umístění
Stanice se nachází v montrealském městském obvodu (francouzsky arrondissement) Saint-Laurent.
Pokud jde o její umístění v rámci oranžové linky, jde o její západní větev. Z hlediska stáří je tedy součástí druhé etapy rozšiřování této linky, která se odehrála postupně v několika fázích v letech 1980-1986.
Větší část východní větve oranžové linky byla zprovozněna v průběhu roku 1966, s výjimkou rozšíření stanice Henri-Bourassa o přídavné nástupiště v roce 2007. Jde o celkem 15 stanic východní části linky. Zbývající tři stanice postavené ve třetí fázi rozšiřování linky se všechny nacházejí za severním ramenem řeky svatého Vavřince ve městě Laval. Jsou to stanice Cartier, De la Concorde a Montmorency.